# Langues au Burkina Faso
Au Burkina Faso, depuis décembre 2023, la langue de travail, de l'administration et d'enseignement est le français ; il existe en outre une soixantaine de langues nationales, les quatre principales étant le mooré, le fulfuldé (ou peul), le dioula et le bissa. Ces quatre langues ont été choisies en 1974 car elles sont considérées par l'État comme des langues vernaculaires dans le pays.
En 2024, la population francophone du Burkina Faso représente 22,8 %, soit environ 5 379 000 personnes. Parmi elles, 1,3 % (environ 302 000 individus) parlent le français comme langue maternelle. De plus, 5 063 000, soit 21,5 % de la population totale de 23 549 000, utilisent le français comme langue seconde.

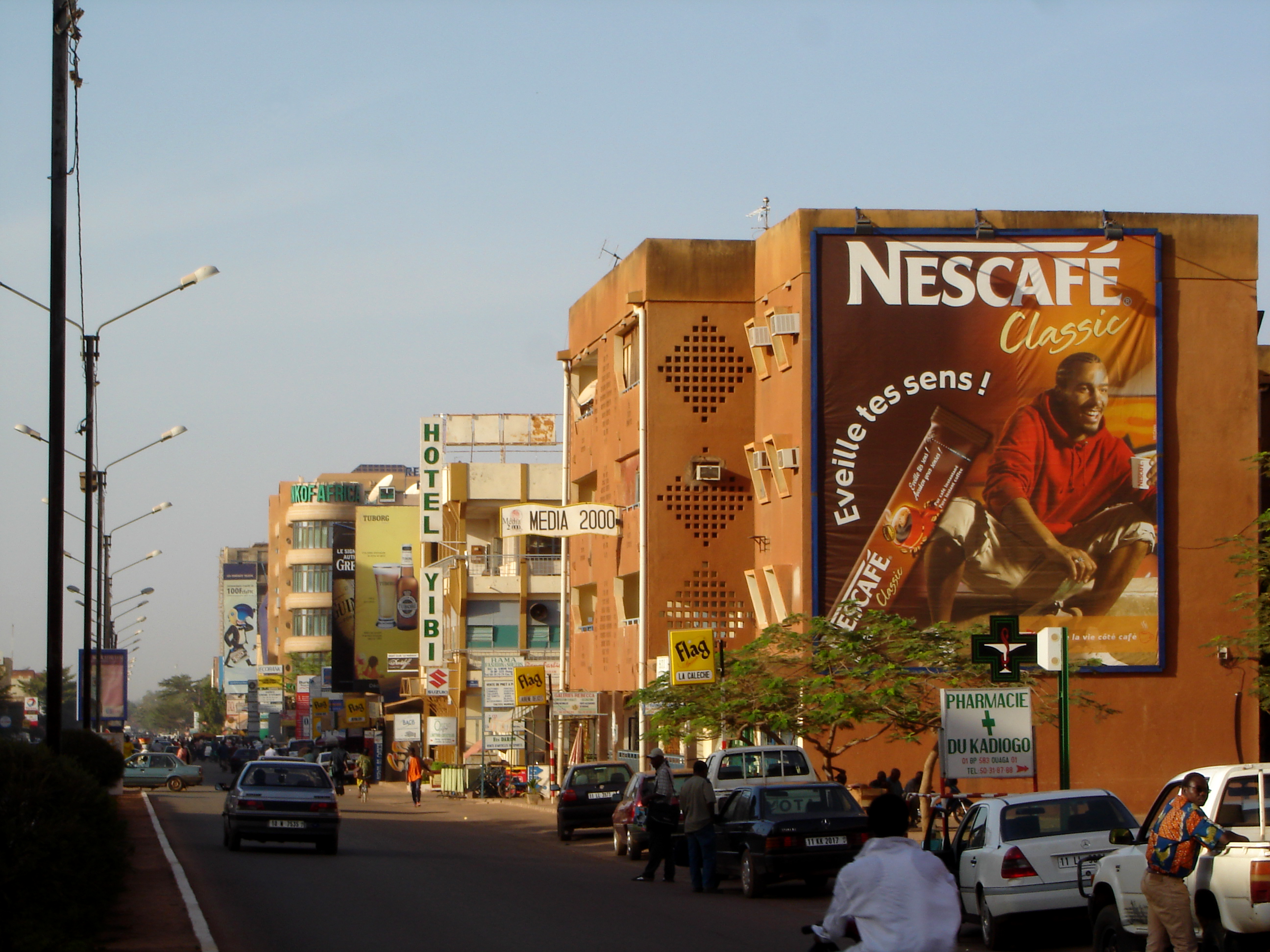
Panneaux commerciaux en français à Ouagadougou

## Cadre juridique, énumération des langues, nombre de locuteurs et classement linguistique

### Cadre juridique

Les principaux groupes ethniques du Burkina Faso

Selon l'article 35 de la constitution du 27 janvier 1997 : « La langue officielle est le français. La loi fixe les modalités de promotion et d'officialisation des langues nationales. »
Cette loi n'ayant jamais été édictée, il n'existe pas de liste officielle de l'ensemble des langues nationales du Burkina Faso.

### Énumération des langues
Néanmoins, 81 langues africaines ont été recensées dans le pays :
- le mooré parlé par près de 3/4 de la population Burkinabé
- le bambara[7] ;
- le biali[8] ;
- le bissa[9] ;
- le birifor[10] ;
- le Jalkunan[11] ;
- le bobo[12] ;
- le bolon[13] ;
- le bomu[14] ;
- le bwamu[15] ;
- le cara ;
- le cerma[16] ;
- le dagaari dioula ;
- le dagara ;
- le dogon ;
- le dogosé[17] ;
- le dogoso[18] ;
- le dyan[19] ;
- le dzùùngoo[20] ;
- le gourmantché (ou gulmancéma)[21] ;
- le gourounsi ;
- le haoussa[22] ;
- le kaansa (ou gan)[23] ;
- le kalamsé[24] ;
- le kantosi ;
- le karaboro[25] ;
- le kasena (ou kassem)[26] ;
- le khe[27] ;
- le khisa[28] ;
- le koromfé[29] ;
- le koussassé ;
- le kusaal[30] ;
- le lobi (ou lobiri)[31] ;
- le loma ;
- le lyélé[32] ;
- le marka (ou Dafing)[33] ;
- le malba ;
- le moba[34] ;
- le nankana ;
- le natioro[35] ;
- le ninkare[36] ;
- le nuni[37] ;
- le pana[38] ;
- le phuie[39] ;
- le samo (ou san)[40] ;
- le seeku (ou sambla)[41] ;
- le sénoufo[42] ;
- le siamou[43] ;
- le sikité ;
- le sininkéré ;
- le sissala[44] ;
- le songhaï[45] ;
- le tamachek[46] ;
- le téén[47] ;
- le tiéfo[48] ;
- le toussian[49] ;
- le tourka[50] ;
- le viemo[51] ;
- le wara[52] ;
- le winen ;
- le winyé[53] ;
- le zarma[54].

### Nombre de locuteurs
|    |
| -- |
| 1  |
| 2  |
| 3  |
| 4  |
| 5  |
| 6  |
| 7  |
| 8  |
| 9  |
| 10 |
| 11 |
| 12 |
| 13 |
| 14 |
| 15 |
| 16 |
| 17 |
| 18 |
| 19 |
| 20 |
| 21 |
| 22 |
| 23 |
| 24 |
| 25 |
| 26 |
| 27 |
| 28 |
| 29 |
| 30 |
| 31 |
| 32 |
| 33 |
| 34 |
|    |
|    |
|    |
|    |
|    |
|    |

| Langue                        | %        | #                  |
| ----------------------------- | -------- | ------------------ |
| Mooré                         | 51,40 %  | 6 363 975          |
| Dioula (ou bambara)           | 8,8%     | 4 000 000(pas2006) |
| Fulfudé (ou peulh)            | 7,36 %   | 1 171 354          |
| Goulmancema (ou gourmantché)  | 4,51 %   | 771 879            |
| Bissa                         | 1,85 %   | 398 926            |
| Bwamu (ou bwamou)             | 0,91 %   | 268 001            |
| Dagara                        | 1,76 %   | 246 724            |
| San (ou samogho ou samo)      | 1,66 %   | 233 179            |
| Lobiri                        | 1,57 %   | 220 172            |
| Lyélé                         | 1,52 %   | 212 531            |
| Bobo                          | 1,29 %   | 181 373            |
| Sénoufo                       | 1,23 %   | 172 884            |
| Français                      | 1,21 %   | 170 047            |
| Nuni (nounouma)               | 1,05 %   | 146 581            |
| Dafing                        | 0,96 %   | 134 681            |
| Tamachèque (ou bella)         | 0,87 %   | 122 019            |
| Kasséna                       | 0,60 %   | 83 602             |
| Gouin                         | 0,37 %   | 51 908             |
| Sonrhaï                       | 0,31 %   | 43 192             |
| Gurunsi                       | 0,29 %   | 40 298             |
| Dogon (ou kaado)              | 0,26 %   | 36 551             |
| Siamou                        | 0,12 %   | 17 441             |
| Sembla                        | 0,11 %   | 16 023             |
| Koussassé                     | 0,09 %   | 12 786             |
| Ko                            | 0,07 %   | 10 301             |
| Haoussa                       | 0,07 %   | 9 673              |
| Djerma                        | 0,07 %   | 9 116              |
| Minianka                      | 0,02 %   | 2 684              |
| Anglais                       | 0,02 %   | 2 194              |
| Arabe                         | 0,01 %   | 1 666              |
| Ouolof                        | 0,01 %   | 701                |
| Sisaala                       | 0,00 %   | 332                |
| Russe                         | 0,00 %   | 161                |
| Ashanti                       | 0,00 %   | 159                |
| Autres langues nationales     | 4,52 %   | 633 565            |
| Autres langues africaines     | 0,08 %   | 10 718             |
| Autres langues non africaines | 0,00 %   | 418                |
| ND                            | 1,38 %   | 192 924            |
| Non Concerné                  | 10,06 %  | 1 410 375          |
| Total                         | 100,00 % | 14 017 262         |

### Classement linguistique
La quasi-totalité de ces langues appartient à la famille des langues nigéro-congolaises à quelques exceptions près, telles que le songhaï et le zarma qui appartiennent à la famille des langues nilo-sahariennes et le haoussa et la tamcheck qui appartiennent à la famille des langues chamito-sémitiques. Parmi les langues de la famille nigéro-congolaise, les langues gur (mooré, gulmancéma, sénoufo) (plus de 60 % des langues), sont les plus représentées suivies par les langues mandés (dioula, bissa) (environ 20 % des langues), et enfin par les langues ouest-atlantique (peul, dogon).

## La langue officielle, le français, jusqu'en décembre 2023.
Le français est la langue principale des institutions, des instances administratives, politiques et juridiques, des services publics, des textes et des communiqués de l’État, de la presse écrite, des écrivains. Il s'agit de la seule langue à l'écrit des lois, de l'administration et des tribunaux.
La langue française a été introduite dans le pays par les colonisateurs français. Les missionnaires pour se démarquer de l'école laïque enseignaient en langues locales puis finirent par y renoncer et par adopter un enseignement classique en français, exception faite des écoles adressées aux filles.
Selon une estimation de la CIA de 2003, seul 21,8 % de la population de 15 ans et plus sait lire et écrire, de plus le taux net (c'est-à-dire sur une classe d'âge donnée) de scolarisation, malgré une hausse constante depuis plusieurs années, n'est que de 47,70 % pour l'année scolaire 2005-2006 d'où le fait que le français ne soit compris que par environ 15 % de la population (22 % en 2015 selon l'OIF), dont seulement 5 % de francophones réels selon la Délégation générale à la langue française et aux langues de France.
Malgré la supériorité numérique des langues nationales, le statut de langue officielle et celui de langue internationale font en sorte que le français pèse progressivement de plus en plus dans la vie sociale et économique du pays.
Le français jouit, sur le plan social, d'un statut de prestige associé à une participation au monde moderne. Il s'agit de la langue de la promotion sociale.
Le français, en nette progression entre les recensements de 1985, 1996 et 2006, est devenu la 3e langue en tant que principale langue parlée par les Burkinabais urbains (153 881 locuteurs) après le moré (1 761 407) et le dioula (436 625).
Selon André Magord et Rodrigue Landry, « Depuis quelques années, dans les villes principales telles que Ouagadougou, Bobo et Banfora, la langue française s'étend à d'autres situations de communication que celles juste décrites. Devant la dimension de plus en plus multilingue de ces villes, le français s'impose de façon croissante comme lingua franca chez les commerçants et lors des échanges liés à tous les petits métiers qui se multiplient dans ces grandes villes. La langue française parlée n'est plus alors le français standard mais un français qui, sans la base de l'écrit, se transforme, se réinvente pour une part. Cette expansion du français est relayée par l'affichage publicitaire très présent dans les villes et qui propose des slogans en français. Ces slogans deviennent vite populaires dans une société burkinabè à forte tradition orale. »
Cette variété de français endogène qui résulte d'une hybridation linguistique est un pidgin en voie de créolisation.
Ainsi, comme dans le pays voisin qu'est la Côte d'Ivoire, est apparu un français populaire au Burkina Faso. Dans ce français appelé parfois « français de Ouaga » et qui reste essentiellement une langue orale, s'est créé un certain nombre d'interférences entre le français standard et le français populaire du Burkina du fait de l'influence des langues africaines dans la pratique locale du français.
Enfin on assiste de plus en plus à des mariages mixtes constituant des familles dont la langue première est le français.
En décembre 2023, Le gouvernement du Burkina Faso adopte un projet de loi révisant la Constitution et consacrant désormais les langues nationales comme langues officielles à la place du français qui est relégué au rang de « langue de travail ».

## Les langues nationales véhiculaires degrande diffusion, le mooré, le dioula et le fulfudé
« En 1978, la Troisième Constitution se prononce pour la première fois en faveur de l’officialisation des langues nationales avec le projet d’une loi devant établir « les modalités de promotion et d’officialisation des langues nationales ». Cette mesure sera reconduite dans la constitution actuelle du 2 juin 1992, sans pour autant avoir pris de dispositions établissant une officialisation effective de celles-ci. Avec l’appui financier du PNUD et de l’UNESCO, la réforme de l’éducation démarre par une phase d’expérimentation dès octobre 1979. Cette réforme touche de manière plus significative l’école primaire qu’elle investit d’une politique linguistique en faveur des langues locales en introduisant les trois langues les plus parlées dans le pays. »
Parmi elles, le mooré est une langue du groupe gur, c'est non seulement la langue maternelle de trois millions de personnes dans le pays, les Mossi qui occupent l'espace appelé le moogho ou pays du mossi qui occupe une superficie d'environ 63 500 km2, correspondant au bassin de la Volta Blanche, mais aussi de plus de six millions de Burkinabés (53 %) le parlent dont les Gourounsi, il s'agit d'une manière générale de la langue véhiculaire du pays et plus précisément de sa capitale Ouagadougou et du centre et de l'est du pays.
Elle se divise en quatre dialectes ceux de Ouagadougou : le dialecte du centre; de Ouahigouya : le yaadre; de Kaya de Koudougou : le taaolonde.
Le dioula appelé aussi jula, est la langue véhiculaire des commerçants dans toute l'Afrique de l'Ouest, elle sert de langue véhiculaire dans la deuxième ville du pays Bobo-Dioulasso capitale de la province de Houet et plus généralement dans l'ouest et le sud-ouest du pays, elle serait, selon le site ethnologue.com, la langue maternelle de 1 000 000 de personnes au Burkina Faso (8,8 %) et serait comprise par trois à quatre millions de personnes en 1990.
Elle est parlée par de nombreux groupes ethniques de l'ouest et du sud-ouest du pays (Bolon, Natioro, Komono, Pana, Bobo-madaré, Noumou, Sambla, Karaboro-Sénoufo, Toussian-Vigué, Marka, Turkaen) en complément de leur propre langue maternelle. Certains d'entre eux tels que les Tiéfo ou encore le Jalkuna (Blé) semblent même avoir complètement abandonné l'usage de leur langue originelle dans tous les domaines de la vie communautaire à son seul profit.
Le fulfudé qui est la langue de l'ethnie peul installée dans le nord du pays (Dori et Djibo), sert de langue véhiculaire dans cette même région, elle aurait 750 000 locuteurs en 1999 (7,8 %). Or seule 0,7 % de la population du Burkina est alphabétisée en fulfuldé.

## Les autres langues locales
80 % des Burkinabè habitent en zone rurale où les contacts entre communautés sont peu fréquents. Le monolinguisme y est donc prédominant.
La position de l'État est principalement attentiste concernant la promotion de ces langues nationales, il n'existe pas de stratégie cohérente et de plan clair. Il existe un certain « irrédentisme linguistique » selon Abou Napon qui freine la pratique du bilinguisme. Le pays est devenu un vaste champ d'expérimentation de politiques éducatives mené par des ONG comme TIN TUA.
La radio nationale par exemple ne fait des émissions radiophoniques que dans quinze langues nationales sur les cinquante-neuf langues recensées.
Outre les trois principales langues, il existe des programmes d'alphabétisation pour dix-neuf des langues nationales.
La population est alphabétisée dans plusieurs langues : le sissala, le kassena, le gulmancema, le dagara, le lobiri, le san, le sonraï, le tamachek, le bwamu, le cara, le zarma, le haoussa, le cerma, le samogo, le bobo, le bissa, le nankana, le lyélé, le sikité, le winen. Certains en arrivent à se demander à quoi peut bien servir d’apprendre à lire en termes d’alphabétisation, étant donné qu’il est presque impossible de se procurer des documents écrits dans chacune des langues.
Le gourounsi est divisé en plusieurs sous-groupes dont le lyélé pratiqué à Réo (2,1 %, 130 000 locuteurs), le kassem (120 000 locuteurs) et le sissala pratiqué à Léo, le ko et le nouni.
Le gourmantchéma est pratiqué à Fada N'Gourma et dans le gourma. L'association TIN TUA a lancé en 1989, le Programme d'alphabétisation du Goulmou (PAG) dont le but est d’aider les paysans à apprendre à lire, écrire et calculer; de mettre à leur disposition des manuels de lecture en nombre suffisant et portant sur des thèmes divers; rédiger et publier un journal mensuel dénommé Labaali élaboré surtout par les néo-alphabétisés eux-mêmes, ce journal possède 3 000 abonnés.
La langue bisa se parle en pays bisa à savoir à la province du Boulgou, dont le chef-lieu est Tenkodogo.
Le lobi qui est parlé par 285 000 locuteurs au Burkina selon l'ethnologue.com, est pratiqué à Gaoua dans le sud-ouest du pays.
Le marka qui a 200 000 locuteurs au Burkina Faso selon l'ethnologue.com, est parlé dans le département de Lanfièra et le nord-ouest du pays« Les Marka du nord appellent leur dialecte markakan et se reconnaissent Marka. Les Marka du sud appellent leur dialecte meekakan et se présentent Meeka. ».
Le samo est parlé dans le département de Tougan.
Le tamachek est parlé dans l'extrême nord du pays dans des villages telles que Markoye ou Tambao dans la province de Oudalan.
Malgré l'inaction de la commission nationale des langues depuis 1984, les Burkinabè veulent « réveiller » leurs « petites langues ». C’est ainsi qu’un certain nombre d’associations ont vu le jour autour de cet objectif spécifique. Par exemple l'association Tiéfo Amoro, a pour mission de sauvegarder et promouvoir la langue tiéfo menacée de disparition.
Il existe des écoles bilingues mises au point par le ministère de l’Enseignement de base et de l’Alphabétisation (MEBA) en 1994 avec l'appui technique et financier de l'Œuvre suisse d'entraide ouvrière (OSEO). L’école bilingue a été expérimentée à Nomgana et à Goué de 1994 à 1998, puis étendue à d’autres régions et à d’autres langues nationales à partir de l’année scolaire 1998/1999, son succès est incontestable.
Dans une école bilingue, la langue maternelle de l'élève est utilisée dès la première année dans une proportion de 90 %, contre 10 % pour le français. Par la suite, le français est graduellement introduit au fil des années en faveur du français pour constituer 90 % des activités pédagogiques à la cinquième année, contre 10 % pour la langue nationale. Elles touchent à présent six groupes linguistiques : mooré, jula, fulfuldé, lyélé, bisa et gulmancema.

## Certaines langues menacées d'extinction
Selon le professeur Gérard Kedrebéogo, le blé, le natioro, le wara dans la Léraba, le silanka dans le département de Pensa et le pana seraient menacés de disparition.

## Les langues étrangères
En tant que pays à majorité musulmane (près de 43 %), il existe beaucoup de madrasas (majoritaires dans l'enseignement privé) où l'enseignement se fait en langue arabe, néanmoins la langue arabe semble se cantonner dans la sphère religieuse sans concurrencer le français dans la sphère publique.
Dans les écoles publiques certaines langues étrangères telles que l'anglais et l'allemand font partie du cursus du secondaire comme discipline d'enseignement.

## Le cas de Ouagadougou
À Ouagadougou, les langues les plus importantes au regard du nombre de leurs locuteurs sont le moré, (343 758 personnes, soit 77,5 %), le dioula, apparu avec l'arrivée de commerçants venant de l'ouest, (20 903 personnes soit 4,70 %) et le bissa (12 665 personnes, soit 2,86 %). Trois autres langues représentent entre 1 et 2 % des locuteurs (le fulfulde, le lyelé et le san) ; toutes les autres langues représentent moins de 1 %. Le français représente un peu moins de 3 %.
Alors que le moré, le dioula et le français sont en nette progression dans la capitale entre les recensements de 1985, 1996 et 2006, les autres langues locales sont en régression et sont menacées de disparition. Le français est ainsi devenu, à partir de 1996, la 2e langue la plus couramment parlée dans la capitale, passant d'une proportion de 3,69 % en 1985 à 5,52 % en 1996, puis à 9,54 % en 2006.
« Contrairement aux campagnes, à Ouagadougou, capitale du pays, le français est une langue de communication assez usitée à telle enseigne qu’un parler, celui des artisans, des commerçants, des gens de la rue se crée. Il s’agit d’un français aux couleurs locales, parfois difficile à comprendre sans références aux langues nationales. »
Une étude pratiquée à Ouagadougou sur trois groupes de jeunes hommes issus d'ethnies différentes entre 20 et 40 ans lors de la tenue de grins, a montré que d'une part tous étaient au moins bilingues et d'autre part que la langue française était la langue la plus employée dans les conversations. L'alternance codique français/mooré ou français/dioula étant de règle dans ce type de conversation.
En 2014, 49,4 % des habitants de Ouagadougou de 15 ans et plus savent lire et écrire le français tandis que 53,7 % savent le parler et le comprendre.
Selon un rapport de l’OIF, en 2006, 104 700 Ouagalais déclaraient utiliser le français comme principale langue en 2006, soit 10 % des habitants, chiffre en nette hausse par rapport à 1985 (11 000 personnes soit seulement 2,49 %).